# Македонка (деревня)
Македонка — деревня в Сергиево-Посадском районе Московской области России, входит в состав сельского поселения Селковское.

## Население
| 1859 | 1895 | 1905 | 1926 | 2002 | 2006 | 2010 |
| ---- | ---- | ---- | ---- | ---- | ---- | ---- |
| 78   | ↘51  | ↗57  | ↗84  | ↘9   | ↘8   | ↘5   |

## География
Деревня Македонка расположена на севере Московской области, в северо-восточной части Сергиево-Посадского района, у границы с Владимирской областью, примерно в 89 км к северу от Московской кольцевой автодороги и 37 км к северу от станции Сергиев Посад Ярославского направления Московской железной дороги, по правому берегу реки Курги.
В 9 км к западу от деревни проходит автодорога Р104, в 16 км юго-восточнее — Ярославское шоссе М8, в 29 км южнее — Московское большое кольцо А108. Ближайшие населённые пункты — деревни Вороново и Плотихино.

## История
В «Списке населённых мест» 1862 года — владельческое сельцо 2-го стана Переяславского уезда Владимирской губернии по правую сторону Углицкого просёлочного тракта, от границы Александровского уезда к Калязинскому, в 40 верстах от уездного города и 48 верстах от становой квартиры, при пруде, с 10 дворами и 78 жителями (44 мужчины, 34 женщины).
По данным на 1895 год — деревня Хребтовской волости Переяславского уезда с 51 жителем (23 мужчины, 28 женщин). Основными промыслами населения являлись возка лесного материала из соседних лесных дач в Сергиевский посад и пилка дров, 2 человека уезжали в качестве фабричных рабочих на отхожий промысел в Москву и уезды.
По материалам Всесоюзной переписи населения 1926 года — деревня Плотихинского сельсовета Хребтовской волости Сергиевского уезда Московской губернии в 14 км от Угличско-Сергиевского шоссе и 37 км от станции Сергиево Северной железной дороги; проживало 84 человека (47 мужчин, 37 женщин), насчитывалось 17 крестьянских хозяйств.
С 1929 года — населённый пункт Московской области в составе:
- Сальковского сельсовета Константиновского района (1929—1939)[12],
- Хребтовского сельсовета Константиновского района (1939—1957)[13],
- Хребтовского сельсовета Загорского района (1957—1959)[14],
- Торгашинского сельсовета Загорского района (1959—1963, 1965—1991)[15][16],
- Торгашинского сельсовета Мытищинского укрупнённого сельского района (1963—1965)[16][17],
- Торгашинского сельсовета Сергиево-Посадского района (1991—1994)[17],
- Торгашинского сельского округа Сергиево-Посадского района (1994—2006)[18],
- сельского поселения Селковское Сергиево-Посадского района (2006 — н. в.)[19][20].